# St. Nikolaus (Geisingen)

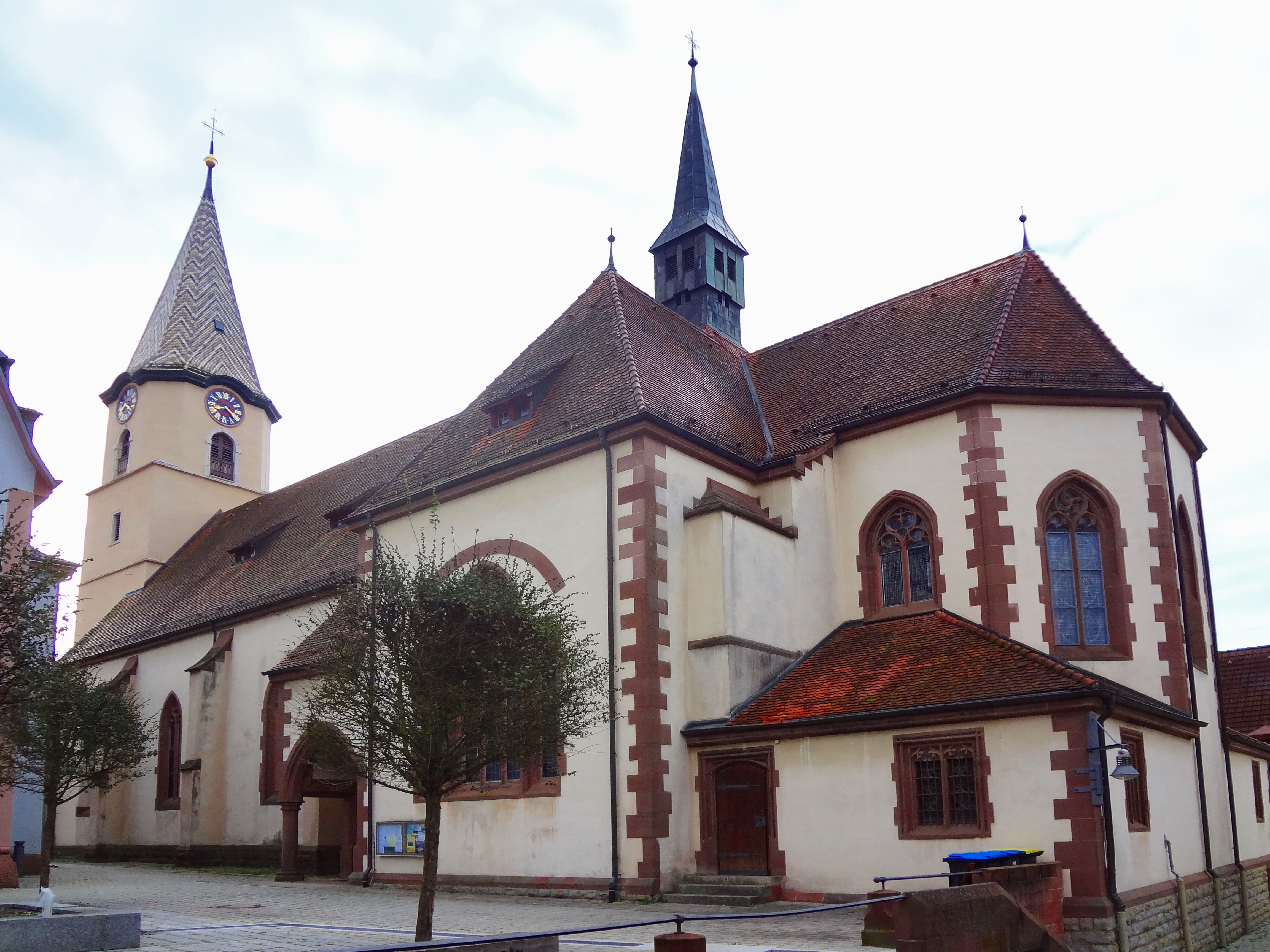
St. Nikolaus in Geisingen

Die römisch-katholische Pfarrkirche St. Nikolaus steht in Geisingen, einer Stadt im Landkreis Tuttlingen in Baden-Württemberg. Die Kirchengemeinde gehört zum Dekanat Schwarzwald-Baar im Erzbistum Freiburg. Das Bauwerk ist als Denkmal beim Landesamt für Denkmalpflege Baden-Württemberg eingetragen.

## Beschreibung
Die neugotische Kreuzkirche wurde 1910 nach einem Entwurf von Raimund Jeblinger erbaut. Sie besteht aus einem Langhaus, das von Strebepfeilern gestützt wird, einer Vierung, auf der ein quadratischer Dachreiter sitzt, einem eingezogenen, dreiseitig geschlossenen Chor im Westen, dem Querschiff zwischen Langhaus und Chor, und einem Kirchturm im Osten, der im Kern vom Vorgängerbau stammt. Der Kirchturm wurde mit einem Geschoss mit abgeschrägten Ecken aufgestockt, das die Turmuhr und den Glockenstuhl beherbergt, in dem fünf Kirchenglocken hängen. Der Innenraum ist mit einem Kreuzrippengewölbe überspannt. 
Die Orgel auf der Empore im Osten wurde 1971 von der Freiburger Orgelbau Hartwig und Tilmann Späth gebaut und 2001 von der Erbauerfirma restauriert. Sie verfügt über 24 Register auf zwei Manualen und Pedal.
Im Kirchturm hängt ein vierstimmiges Glockengeläut aus Bronze:
| Glocke | Gussjahr | Gießerei        | Gewicht | Durchmesser | Schlagton |
| ------ | -------- | --------------- | ------- | ----------- | --------- |
| 1      | 1641     | Honorez Rozier  | 1100 kg | 1180 mm     | e’-8      |
| 2      | 1642     | Honorez Rozier? | 660 kg  | 980 mm      | g’-4      |
| 3      | 1960     | F. W. Schilling | 545 kg  | 928 mm      | a’-6      |
| 4      | 1960     | F. W. Schilling | 365 kg  | 826 mm      | h’-8      |

Darüber hinaus gibt es im Dachreiter über der Vierung noch das Taufglöckchen der Glockengießerei Grüninger mit dem Schlagton as″-1.